# Ligier JS P2
Der Ligier JS P2 ist ein Rennwagen, designed und gebaut von OnRoak Automotive. Der Name Ligier kommt von einer Partnerschaft mit dem Französischen Rennfahrer Guy Ligier.

## Entwicklung
Der JS P2 wurde für die Regularien der Le Mans Prototype 2 (LMP2) Klasse gebaut. Der Ligier JS P2 ist der zweite eigen aufgebaute LMP2 von OnRoak, nach dem Morgan LMP2, der seit 2012 von verschiedenen Privatteams eingesetzt wird. Der JS P2 ist der erste geschlossene LMP von OnRoak. Der Ligier JS P2 gab sein Debüt 2014 beim Französischen Langstreckenklassiker in Le Mans, danach wurde der Ligier in der FIA World Endurance Championship, European Le Mans Series, Asian Le Mans Series und der United SportsCar Championship eingesetzt.
Eigentlich plante man bei OnRoak einen LMP1 zu bauen, aber die Pläne wurden gestrichen und man konzentrierte sich auf den Bau eines LMP2 Autos. Entworfen ist das Auto für die LMP2 Motoren von Nissan, Judd und HPD (Honda). Es wird eine Abtriebsvariante mit viel Abtrieb und eine mit wenig Abtrieb für Le Mans angeboten.

## Motoren
| Hersteller          | Judd                | Nissan            | Honda                 |
| ------------------- | ------------------- | ----------------- | --------------------- |
| Modell              | HK                  | VK45              | HPD HR28TT            |
| Zylinder            | V8                  | V8                | V6 (60°) / Twin Turbo |
| Luftmengenbegrenzer | 41,9 mm             | 40 mm             | 31 mm                 |
| Hubraum             | 3597 cm³            | 4494 cm³          | 2800 cm³              |
| Gewicht             | 140 kg              | 144 kg            | 170 kg                |
| Max. Motorleistung  | 355 kW bei 9000/min | 335 bhp           | 335 bhp bei 6800/min  |
| Drehmoment          | 406 Nm bei 7000/min | 570 Nm            | 550 Nm bei 4000/min   |
| Motor Management    | EFI                 | Gibson oder Oreca | HPD                   |

## Teams

### Aktuelle Teams
Asian Le Mans Series:
- Algarve Pro Racing

(Stand: 12. Februar 2017)

### Ehemalige Teams
FIA World Endurance Championship:
- Oak Racing
- G-Drive Racing
- RGR Sport by Morand
- Tequila Patron ESM

European Le Mans Series:
- Thiriet by TDS Racing
- Krohn Racing
- Greaves Motorsport
- Panis Barthez Competition
- IDEC Sport

United SportsCar Championship:
- OAK Racing
- Michael Shank Racing
- Tequila Patron ESM

(Stand: 12. Februar 2017)

## Galerie

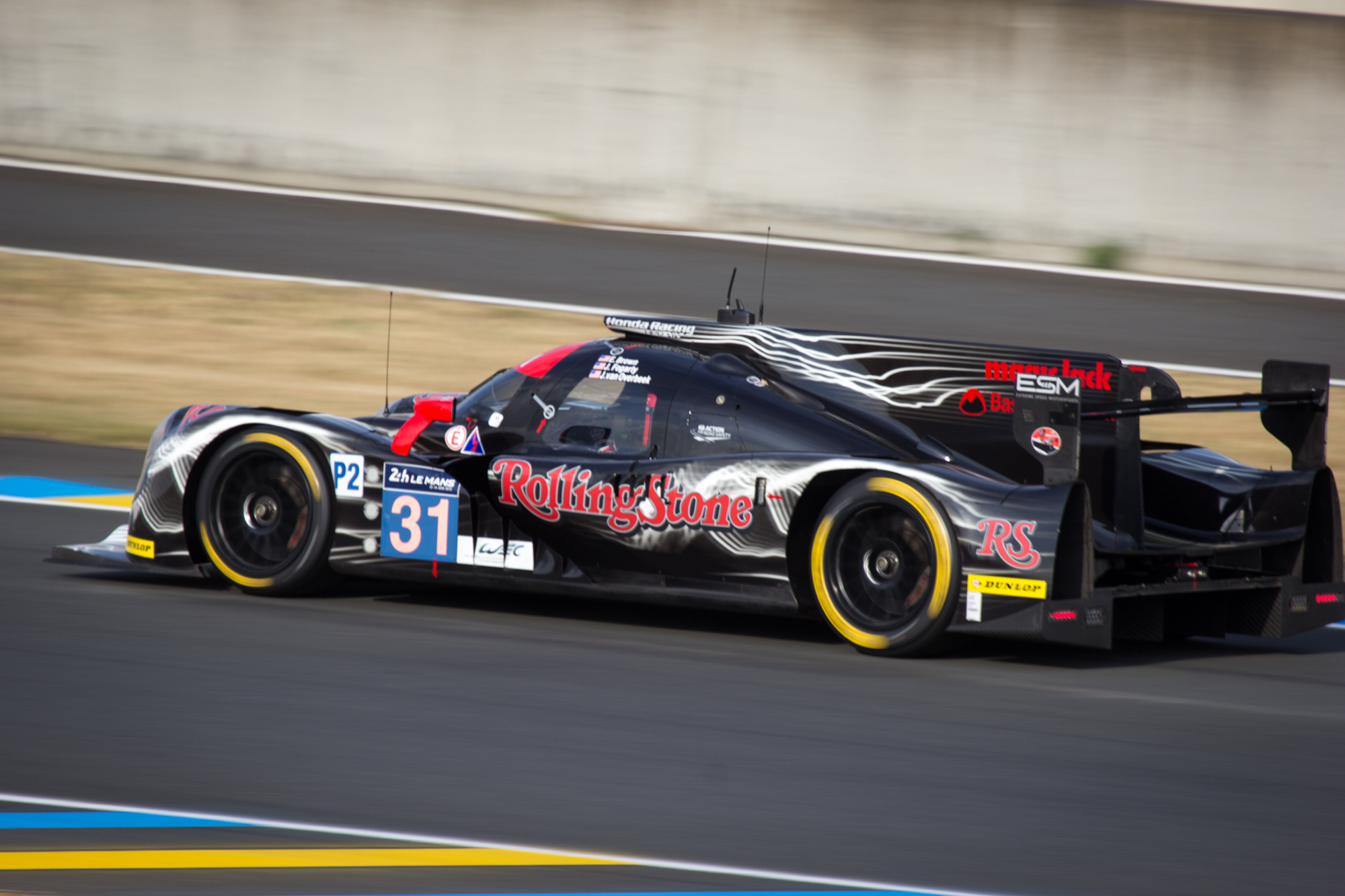
Extreme Speed Motorsports
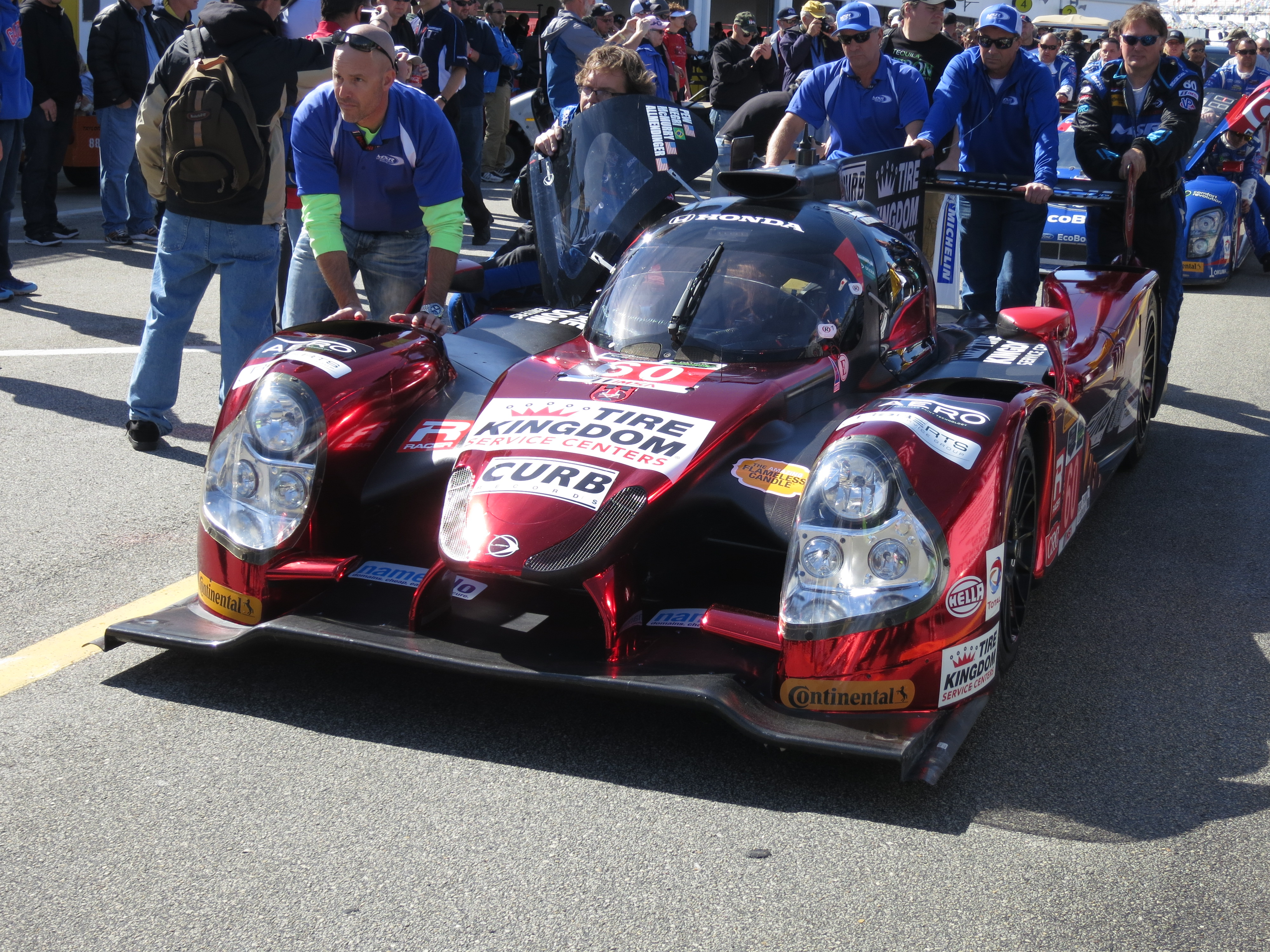
Michael Shank Racing
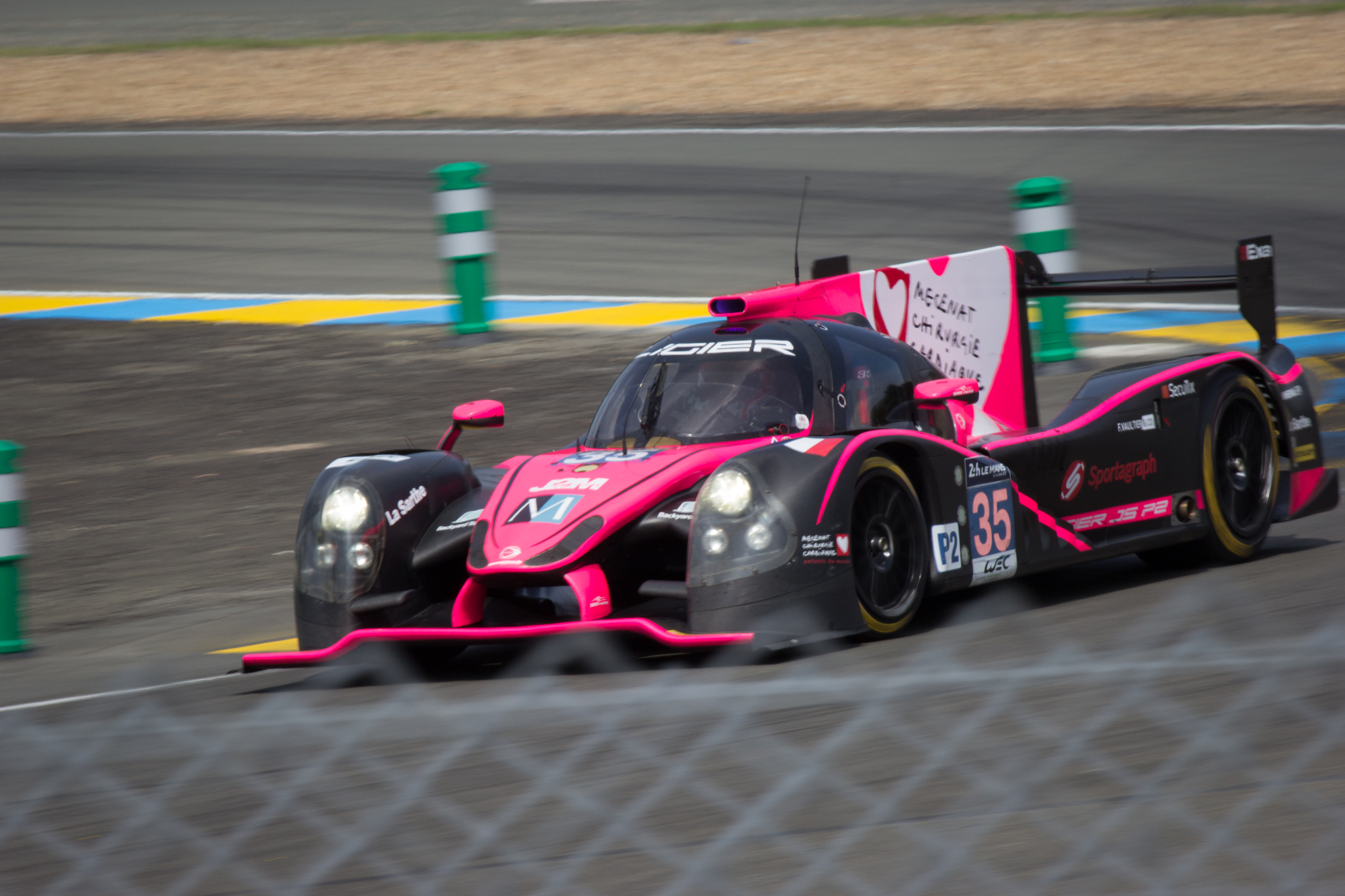
OAK Racing
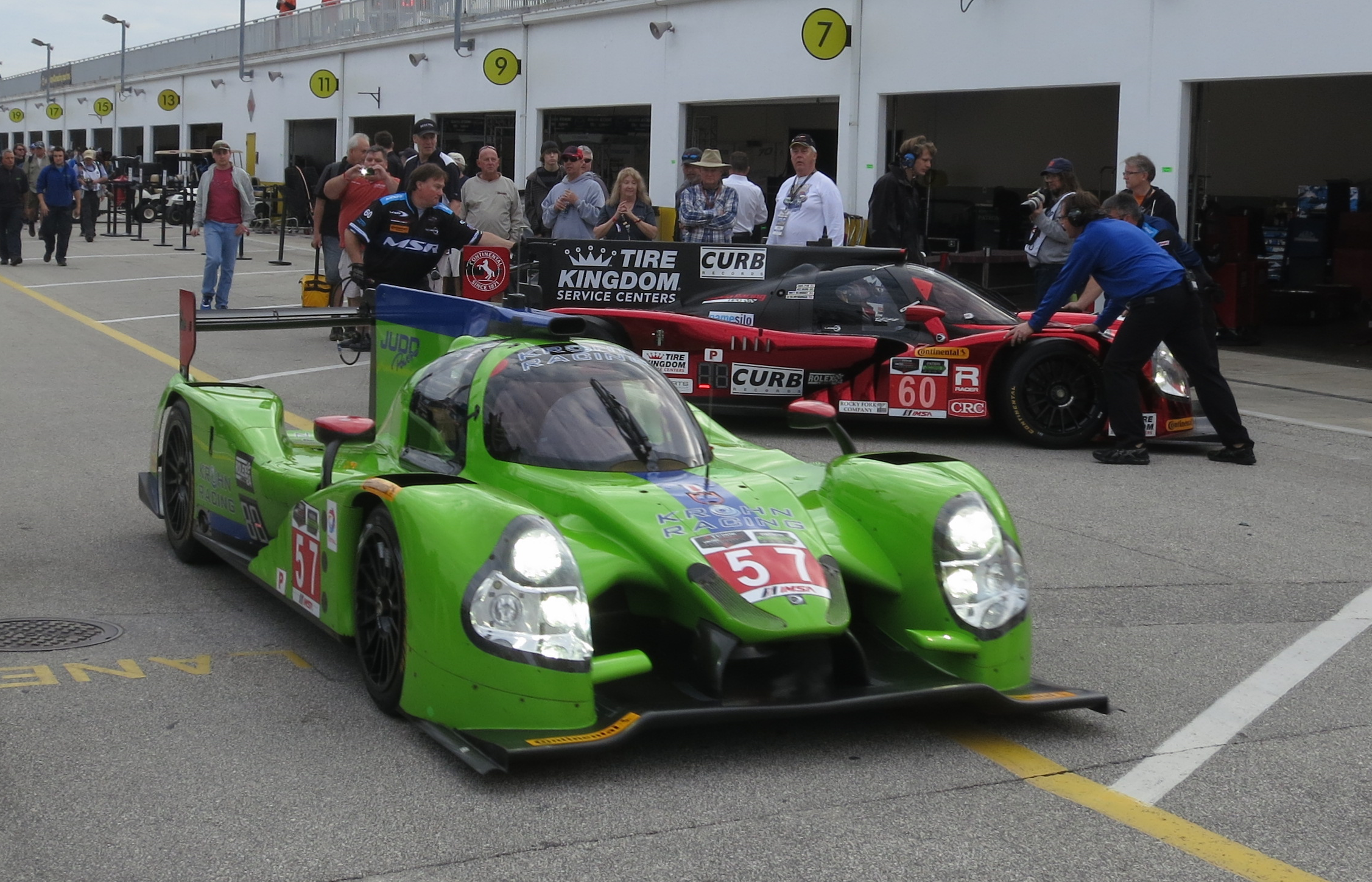
Krohn Racing
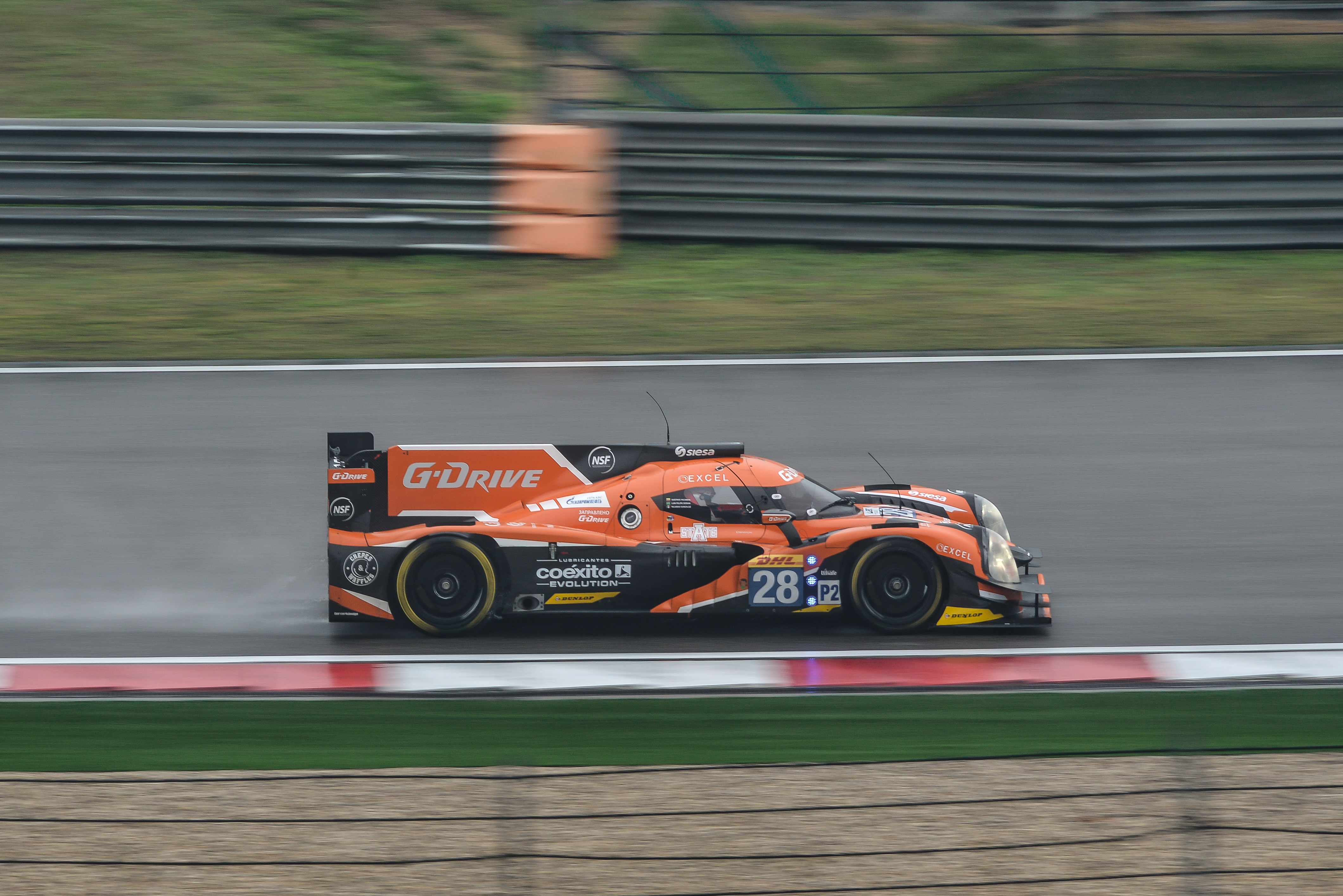
G-Drive Racing